# Јунионтаун (Охајо)
Јунионтаун (енгл. Uniontown) насељено је место без административног статуса у америчкој савезној држави Охајо.

## Демографија
По попису из 2010. године број становника је 3.309, што је 507 (18,1%) становника више него 2000. године.
| Група             | 2000.         | 2010.         |
| Белци             | 2.743 (97,9%) | 3.210 (97,0%) |
| Афроамериканци    | 9 (0,3%)      | 24 (0,7%)     |
| Азијати           | 15 (0,5%)     | 11 (0,3%)     |
| Хиспаноамериканци | 14 (0,5%)     | 25 (0,8%)     |
| Укупно            | 2.802         | 3.309         |